# 常呂山
常呂山（ところやま）は、北海道の北見市にある標高480.8mの山である。山頂には一等三角点「附子山」が設置されている。

## 概要
北見山地の東端部に位置し、標高は低いものの広い山体を持つ独立峰のような山である。
山名は自治体名の常呂町（現：北見市）からついた山名である。三角点名の「附子」はトリカブトを意味するとされ、実際にトリカブトが常呂地域で採取されていたという。

## 登山
登山道自体はないが無雪期でも登られることが多い。下附子林道を登り途中で林道を逸れて山頂へ目指すのが主なルートであるが、場合によっては林道の途中までは入れることがある。